# Сорока усурійська
Сорока усурійська (Pica serica) — вид горобцеподібних птахів родини воронових (Corvidae). 

## Поширення
Вид поширений у Східній Азії. Ареал виду простягається від північної М'янми до Індокитаю, через східний Китай, до Кореї та південного заходу Росії, а також Тайваню.

## Таксономія
Раніше її вважали підвидом звичайної сороки (Pica pica), але велике дослідження, яке порівнювало 813 послідовностей мітохондріальної ДНК представників роду Pica, показало, що усурійська сорока була ізольована раніше, ніж сорока каліфорнійська (Pica nuttalli) з Північної Америки, приблизно 5 — 4,5 млн років тому. Тож потрібно або усурійську сороку виділяли в окремий вид, або весь рід об'єднували в один вид.